# Grootwaterschap Bijleveld en De Meerndijk
Grootwaterschap Bijleveld en De Meerndijk was een waterschap in de Nederlandse provincie Utrecht.
De polders Reijerscop, Bijleveld, Achthoven en Mastwijk en Harmelerwaard behoorden tot het in 1413 opgerichte Grootwaterschap.
Tot 1413 loosden de polders het water op de Rijn. Omdat dit niet aan de verwachtingen voldeed, kochten zij het recht om water te lozen op de Amstel. Hiervoor werd een watergang gegraven vanaf de Oude Rijn bij Harmelen door de Breudijk en via Gerverskop, Kockengen, Spengen, Oudhuizen, Wilnis en Waverveen tot de Amstel. De watergang kreeg de naam Bijleveld. De Hollandse Kade en de Haanwijkerdam was de vroegere scheiding tussen het Groot-Waterschap van Woerden en het Groot-Waterschap Bijleveld en Meerndijk.
Het Grootwaterschap Bijleveld en de Meerndijk werd in het kader van een waterschapsreorganisatie door de provincie Utrecht opgeheven in 1966. De Harmelerwaard had zich al in 1959 afgescheiden. De overgebleven waterschappen Bijleveld en Reyerscop, en Mastwijk en Achthoven werden in 1966 eveneens opgeheven en ging verder als Waterschap Bijleveld. Na de samenvoeging met andere waterschappen in 1980 tot het Waterschap Leidse Rijn maakt het gebied sinds 1994 deel uit van Hoogheemraadschap De Stichtse Rijnlanden.